# 224 f.Kr.

## Händelser

### Efter plats

#### Grekland
- Efter att den spartanske kungen Kleomenes III har intagit Pellene, Flios och Argos tvingas Aratos från Sikyon att be kung Antigonos III av Makedonien om hjälp. Antigonos III:s styrkor lyckas inte tränga igenom Kleomenes linjer nära Korinth, men ett uppror mot Kleomenes vid Argos gör spartanerna mer defensiva.

#### Romerska republiken
- Romarna besegrar, under konsulerna Gaius Atilius Regulus och Lucius Aemilius Papus befäl, den cisalpingalliska stamkoalitionen i det avgörande slaget vid Telamon, vilket utökar det romerska inflytandet över norra Italien. På den romerska sidan stupar Gaius Atilius Regulus, som för befälet över det romerska kavalleriet. På den galliska sidan blir Concolitanus (en av ledarna) tillfångatagen, medan gaesaternas ledare Aneroëstes begår självmord när slaget är förlorat.

## Avlidna
- Aneroëstes, ledare för de galliska gaesaterna (självmord)